# НХЛ у сезоні 1935—1936
НХЛ у сезоні 1935/1936 — 19-й регулярний чемпіонат НХЛ. Сезон стартував 7 листопада 1935. Закінчився фінальним матчем Кубка Стенлі 11 квітня 1936 між Детройт Ред-Вінгс та Торонто Мейпл-Ліфс перемогою «Ред-Вінгс» 3:1 в матчі та 3:2 в серії. Це перша перемога в Кубку Стенлі Детройта.

## Підсумкові турнірні таблиці

### Канадський дивізіон
| Команда            | І  | В  | П  | Н  | Очки | ШЗ  | ШП  |
| ------------------ | -- | -- | -- | -- | ---- | --- | --- |
| Монреаль Марунс    | 48 | 22 | 16 | 10 | 54   | 114 | 106 |
| Торонто Мейпл-Ліфс | 48 | 23 | 19 | 6  | 52   | 126 | 106 |
| Нью-Йорк Амеріканс | 48 | 16 | 25 | 7  | 39   | 109 | 122 |
| Монреаль Канадієнс | 48 | 11 | 26 | 11 | 33   | 82  | 123 |

### Американський дивізіон
| Команда            | І  | В  | П  | Н  | Очки | ШЗ  | ШП  |
| ------------------ | -- | -- | -- | -- | ---- | --- | --- |
| Детройт Ред-Вінгс  | 48 | 24 | 16 | 8  | 56   | 124 | 103 |
| Бостон Брюїнс      | 48 | 22 | 20 | 6  | 50   | 92  | 83  |
| Чикаго Блек Гокс   | 48 | 21 | 19 | 8  | 50   | 93  | 92  |
| Нью-Йорк Рейнджерс | 48 | 19 | 17 | 12 | 50   | 91  | 96  |

## Найкращі бомбардири
| Гравець       | Команда            | І  | Г  | П  | О  |
| ------------- | ------------------ | -- | -- | -- | -- |
| Свіні Шрінер  | Нью-Йорк Амеріканс | 48 | 19 | 26 | 45 |
| Пол Томпсон   | Чикаго Блек Гокс   | 45 | 17 | 23 | 40 |
| Марті Беррі   | Детройт Ред-Вінгс  | 48 | 21 | 19 | 40 |
| Чарлі Конахер | Торонто Мейпл-Ліфс | 44 | 23 | 15 | 38 |
| Сміт Хулей    | Монреаль Марунс    | 47 | 19 | 19 | 38 |
| Арт Чепмен    | Нью-Йорк Амеріканс | 47 | 10 | 28 | 38 |
| Білл Томс     | Торонто Мейпл-Ліфс | 48 | 23 | 15 | 38 |
| Елвін Ромнес  | Чикаго Блек Гокс   | 48 | 13 | 25 | 38 |

## Плей-оф

### Попередній раунд
| - 24 березня. Торонто - Бостон 0:3 - 26 березня. Бостон - Торонто 3:8 Серія: Торонто - Бостон 8-6 | - 24 березня. Чикаго - Н-Й Амеріканс 0:3 - 26 березня. Н-Й Амеріканс - Чикаго 4:5 Серія: Н-Й Амеріканс - Чикаго 7-5 |

### Півфінали
| - 24 березня. Детройт - Монреаль Марунс 1:0 6ОТ - 26 березня. Детройт - Монреаль Марунс 3:0 - 29 березня. Монреаль Марунс - Детройт 1:2 Серія: Монреаль Марунс - Детройт 3-0 | - 28 березня. Н-Й Амеріканс - Торонто 1:3 - 31 березня. Торонто - Н-Й Амеріканс 0:1 - 2 квітня. Н-Й Амеріканс - Торонто 1:3 Серія: Н-Й Амеріканс - Торонто 1-2 |

### Фінал
- 4 квітня. Торонто - Детройт 1:3
- 6 квітня. Торонто - Детройт 4:9
- 9 квітня. Детройт - Торонто 3:4 ОТ
- 11 квітня. Детройт - Торонто 3:2

Серія: Детройт - Торонто 3-1
Найкращий бомбардир плей-оф
| Гравець    | Клуб    | І | Г | П | О  |
| ---------- | ------- | - | - | - | -- |
| Френк Болл | Торонто | 9 | 7 | 3 | 10 |

## Призи та нагороди сезону
| Нагороди                 | Гравець       | Команда          |
| ------------------------ | ------------- | ---------------- |
| Пам'ятний трофей Колдера | Майк Каракас  | Чикаго Блек Гокс |
| Пам'ятний трофей Гарта   | Едді Шор      | Бостон Брюїнс    |
| Приз Леді Бінг           | Елвін Ромнес  | Чикаго Блек Гокс |
| Трофей Везини            | Тайні Томпсон | Бостон Брюїнс    |

| Нагорода               | Клуб              |
| ---------------------- | ----------------- |
| Приз принца Уельського | Детройт Ред-Вінгс |
| Приз О'Брайна          | Монреаль Марунс   |
| Кубок Стенлі           | Детройт Ред-Вінгс |

## Команда всіх зірок
| Перша команда                     | Позиція              | Друга команда                     |
| --------------------------------- | -------------------- | --------------------------------- |
| Тайні Томпсон, Бостон Брюїнс      | Воротар              | Вілф Кьюд, Монреаль Канадієнс     |
| Едді Шор, Бостон Брюїнс           | Захисник             | Ерл Зайберт, Чикаго Блек Гокс     |
| Бейб Сіберт, Бостон Брюїнс        | Захисник             | Еббі Гудфеллоу, Детройт Ред-Вінгс |
| Сміт Хулей, Монреаль Марунс       | Центральний нападник | Білл Томс, Торонто Мейпл-Ліфс     |
| Чарлі Конахер, Торонто Мейпл-Ліфс | Правий нападник      | Сесіл Діллон, Нью-Йорк Рейнджерс  |
| Свіні Шрінер, Нью-Йорк Амеріканс  | Лівий нападник       | Пол Томпсон, Чикаго Блек Гокс     |
| Лестер Патрик, Нью-Йорк Рейнджерс | Тренер               | Томмі Горман, Монреаль Марунс     |

## Дебютанти сезону
Список гравців, що дебютували цього сезону в НХЛ.
- Рей Гетліф, Бостон Брюїнс
- Вуді Дюмарт, Бостон Брюїнс
- Майк Каракас, Чикаго Блек Гокс
- Мад Брюнто, Детройт Ред-Вінгс
- Алекс Шибицький, Нью-Йорк Рейнджерс
- Бейб Пратт, Нью-Йорк Рейнджерс
- Ніл Колвілл, Нью-Йорк Рейнджерс
- Філ Вотсон, Нью-Йорк Рейнджерс

## Завершили кар'єру
Список гравців, що завершили виступати в НХЛ.
- Джо Прімо, Торонто Мейпл-Ліфс